# Яремчанський район
Яремча́нський район — колишній район Станіславської (з 9 листопада 1962 р. — Івано-Франківської) області УРСР. Адміністративним центром району було селище Яремча.

## Історія
Яремчанський район утворений Указом Президії ВР СРСР від 17 січня 1940 р. з ґмін Ворохта, Мікуличин, Яблоніца і Яремче Надвірнянського повіту Станіславської області УРСР.
Першим секретарем райкому компартії призначений Андрєєв С. М. (до того — третій секретар Лозівського райкому КП(б)У Вінницької області)
13 листопада 1940 р. Указом Президії Верховної Ради УРСР ліквідовано Делятинський район і з його складу Делятинська селищна рада, Зарічанська над Прутом сільська рада, сільська рада Ослави Білі й сільська рада Ослави Чорні приєднані до Яремчанського району.
У 1941—1944 роках територія району входила до складу Станіславської округи дистрикту Галичина. Після повторного захоплення території району Червоною армією в липні 1944 р. було відновлено довоєнний Яремчанський район з усіма адміністративними органами і розпочато примусову мобілізацію чоловіків.
Станом на 1 вересня 1946 року площа району становила 700 км², були 2 селищні ради, сільських рад — 11.
За даними облуправління МГБ у 1949 р. в Яремчанському районі підпілля ОУН найактивнішим було в селах Білі Ослави і Чорні Ослави. Підпілля ОУН активно діяло до 1951 року.
На 22.01.1955 в районі залишилось 8 сільрад.
Указом Президії Верховної Ради УРСР від 30 грудня 1962 року Яремчанський район ліквідовано, територія району включена до Богородчанського..

## Адміністративний поділ станом на 1 вересня 1946 року[8]
- Ділятинська селищна рада
  - селище Ділятин
- Яремчанська селищна рада
  - селище Яремча.
- Білоославівська сільська рада
  - село Білі Ослави
- Ворохтянська сільська рада
  - село Ворохта
- Дорівська сільська рада
  - село Дора
- Зарічанська сільська рада
  - село Заріччя
- Кремінцівська сільська рада
  - село Кремінці
- Лузька сільська рада
  - село Луг
- Микуличинська сільська рада
  - село Микуличин
- Паляницька сільська рада
  - село Паляниця
- Чорноославівська сільська рада
  - село Чорні Ослави
- Яблуницька сільська рада
  - село Яблуниця
  - хутір Вороненко
- Ямненська сільська рада
  - село Ямна
  - хутір Камінь Довбуша